# 中國—東帝汶關係
中國—東帝汶關係（葡萄牙語：Relações da China e Timor-Leste）是指中國與東帝汶之間的双边關係。自從1999年8月东帝汶举行全民公决并脱离印尼后，中国与东帝汶交往逐步增多。2001年9月中国在帝力设立大使级代表处。2002年5月20日东帝汶宣告独立，中国于当日与东帝汶建立大使级外交关系。两国已建立睦邻友好、互信互利的全面合作伙伴关系。

## 歷史
1975年11月28日，東帝汶獨立革命陣線宣佈從葡萄牙獨立，建立東帝汶民主共和國，中華人民共和國隨即給予承認。1975年12月7日印尼入侵新成立的東帝汶，並建立了「東帝汶省」。中國作為聯合國安理會常任理事國，支持聯合國安理會第384號決議，譴責印尼入侵，維護東帝汶的自決權，並呼籲印尼立即撤軍。
兩國現時的正式外交關係於2002年5月20日東帝汶獨立後建立，但中國於2000年時就在帝力設立了代表處，當時東帝汶仍處於聯合國管理之下。正式獨立後中國多次向東帝汶提供經濟援助，2006年東帝汶總統沙納納·古斯芒稱中國為「一個可靠的朋友」，並承諾遵守一個中國政策。
2014年兩國發表聯合公報，重申東帝汶承認中華人民共和國政府是「代表全中國的唯一合法政府」，台灣是「中國領土不可分割的一部分」，東帝汶不會與台灣建立「任何形式的官方關係或進行任何形式的官方接觸」。

## 经贸关系及援助情况
2013年双边贸易额4780万美元，同比下降24.3%。截至2013年底，中國企业在东帝汶承包劳务合同总额5.1亿美元。2002年8月，中国石油天然气股份有限公司与东帝汶政府就东帝汶油气勘探开发签署了合作谅解备忘录。2010年7月，中方决定对东帝汶输华产品逐步实施零关税待遇。两国政府签署了《贸易协定》和多项经济技术合作协定。中方支持东帝汶建设多个办公楼项目，向东帝汶赠送农机、渔具等物资，为东帝汶公务员提供培训，向东帝汶长期派遣医疗队，支持东帝汶经济重建。中国积极 参加联合国援东工作，自2000年以来共派遣民事警察和官员280余人次赴东参加联合国维和行动。2008年9月，东政府向中国四川地震灾区捐款50万美元。
自從東帝汶獨立後，中國出資興建帝力總統官邸和外交部及軍事總指揮部。
2003年，北京與東帝汶為成員之葡萄牙語國家共同體簽訂協議，加強經濟和貿易的發展。後來發展出中國－葡語國家經貿合作論壇。
兩國之間的軍事合作亦正在增強，2008年東帝汶向中國購買了兩艘62型護衛艇，中國也派出人員指導東帝汶軍隊操作艦艇。中國已簽訂合同提供900萬美元以在東帝汶建設一座新的軍事指揮部。

## 使领馆
- 中國在帝力设有大使馆[4]。

- 东帝汶在北京设有大使馆，另在澳门设有名誉领事馆。[16]

## 外部連結
- 中華人民共和國駐東帝汶民主共和國大使館官方網站（简体中文）（英文）
  - 中華人民共和國駐東帝汶民主共和國大使館經濟商務處官方網站（简体中文）
- 東帝汶駐華大使館官方網站（简体中文）（英文）